# Gary Warren
Gary Warren (Londen, 5 juli 1954) is een Engels acteur.
Warren werd zeer bekend dankzij zijn rol als Cedric Collingford ('Owlface') in de gerenommeerde serie Catweazle. Warren speelde weinig andere rollen, hoewel hij eind jaren 70 ineens eventjes opdook in de Amerikaanse film Escape from Alcatraz.

## Filmografie
- Up in the Air (1969) - Hubert
- The Railway Children (1970) - Peter Waterbury
- Catweazle Televisieserie - Cedric Collingford (13 afl., 1970-1971)
- Alexander the Greatest Televisieserie - Alexander Green (13 afl., 1971-1972)
- Escape from Alcatraz (1979) - Bewaker